# Indicatif régional 516

Carte de l'État de New York (en bleu et rouge) avec les territoires de ses indicatifs régionaux. Le territoire de l'indicatif régional 516 est en rouge.

L'indicatif régional 516 est l'un des multiples indicatifs téléphoniques régionaux de l'État de New York aux États-Unis.
Cet indicatif dessert le comté de Nassau sur l'île de Long Island.
La carte ci-contre indique en rouge le territoire couvert par l'indicatif 516.
L'indicatif régional 516 fait partie du Plan de numérotation nord-américain.